# کندناپ، استرالیای غربی
کندناپ (به انگلیسی: Kendenup) یک شهرک در استرالیا است که در استرالیای غربی واقع شده‌است.